# Zgrada, Ulica Matije Gupca 21 (Sveti Ivan Zelina)
Zgrada, Ulica Matije Gupca 21 je građevina u mjestu i gradu Sveti Ivan Zelina.

## Opis
Stambena zgrada u Ulici Matije Gupca 21 u Svetom Ivanu Zelini sagrađena je na raskrižju u istočnom dijelu naselja na povišenom terenu u periodu između 1861. i 1888. godine. S južne i istočne strane omeđuje ju dvorište, uz cestu ograđeno kamenim zidom, a unutar njega je smješten manji drveni objekt. Zgrada ima dvije etaže – donju gospodarsku i gornju stambene, no s obzirom na nagli pad terena donja etaža je na sjevernoj i istočnoj strani ukopana u zemlju te objekt ostavlja dojam prizemnice, dok je gledano sa zapadne i južne strane jednokatnica, tlocrtno u obliku slova L. Oba krila natkrivena su dvostrešnim krovom pokrivenim crijepom. Materijal korišten za gradnju je kamen uz manji udio opeke u prizemnoj razini te opeka na gornjoj etaži. Prema cesti je orijentirana sjevernim prizemnim pročeljem gdje se nalazi ulaz u stambenu etažu te zapadnim, oblikovanjem istaknutijim pročeljem kroz koje se ulazi u podrumski prostor. Stambena zgrada u Ulici Matije Gupca 21 sagrađena je u arhitektonskim oblicima druge polovice devetnaestog stoljeća i povijesno je značajna kao jedna od najstarijih sačuvanih objekata u gradu Sveti Ivan Zelina.

## Zaštita
Pod oznakom Z-2065 zaveden je kao nepokretno kulturno dobro - pojedinačno, pravnog statusa zaštićenog kulturnog dobra, klasificirano kao "sakralna graditeljska baština".